# Партія промисловців і підприємців України
Партія промисловців і підприємців України (скор. ПППУ) — українська центристська партія, заснована в Києві 9 лютого 2000 року. У квітні того ж року партію було зареєстровано Міністерством юстиції України.

## Історія
Головою партії з 2000 по 2009 рік був Кінах Анатолій Кирилович. 
З 27 листопада 2009 р. Партію промисловців і підприємців України очолював Олександр Коробчинський. 
5 січня 2011 р. Коробчинського було вбито з вогнепальної зброї біля свого дому в Одесі.
У парламентських виборах 2002 року брала участь у складі виборчого блоку «За єдину Україну», що отримала у парламенті загалом 102 депутатських мандати. 25 березня 2005 року у Верховній Раді України була створена фракція Партії промисловців і підприємців України, до того часу народні депутати, члени ПППУ, перебували у різних фракціях, зокрема, у фракціях НДП, Трудова Україна, НДП-ПППУ, а з 21 січня 2005 року — у депутатській групі «Воля народу».
У парламентських виборах 2006 року брала участь у складі Блоку «Наша Україна». До складу блоку також увійшли Наша Україна, Українська республіканська партія «Собор», Християнсько-Демократичний Союз, Конгрес українських націоналістів, Народний Рух України.
19 квітня 2007 на з'їзді блоку «Наша Україна» ПППУ була виключена з його складу. 
4 серпня 2007 VI з'їзд ПППУ ухвалив рішення підтримати на виборах до Верховної Ради Партію регіонів; Анатолій Кінах був включений до її виборчого списку і увійшов до парламентської фракції.
Партія не брала участь у парламентських виборах 2012 р.
Партія брала участь у місцевих виборах 2015 року отримала 1155 голосів, відповідно 6 мандатів у Березанській міській раді.
Партія брала участь у місцевих виборах 2020 року та набрала 9,2% у Путивльській ОТГ.
На початку 2020 року Міністерство юстиції України подало позов щодо ліквідації партії серед 48 подібних, що не брали участь у виборах протягом 10 років.